# Thommanon

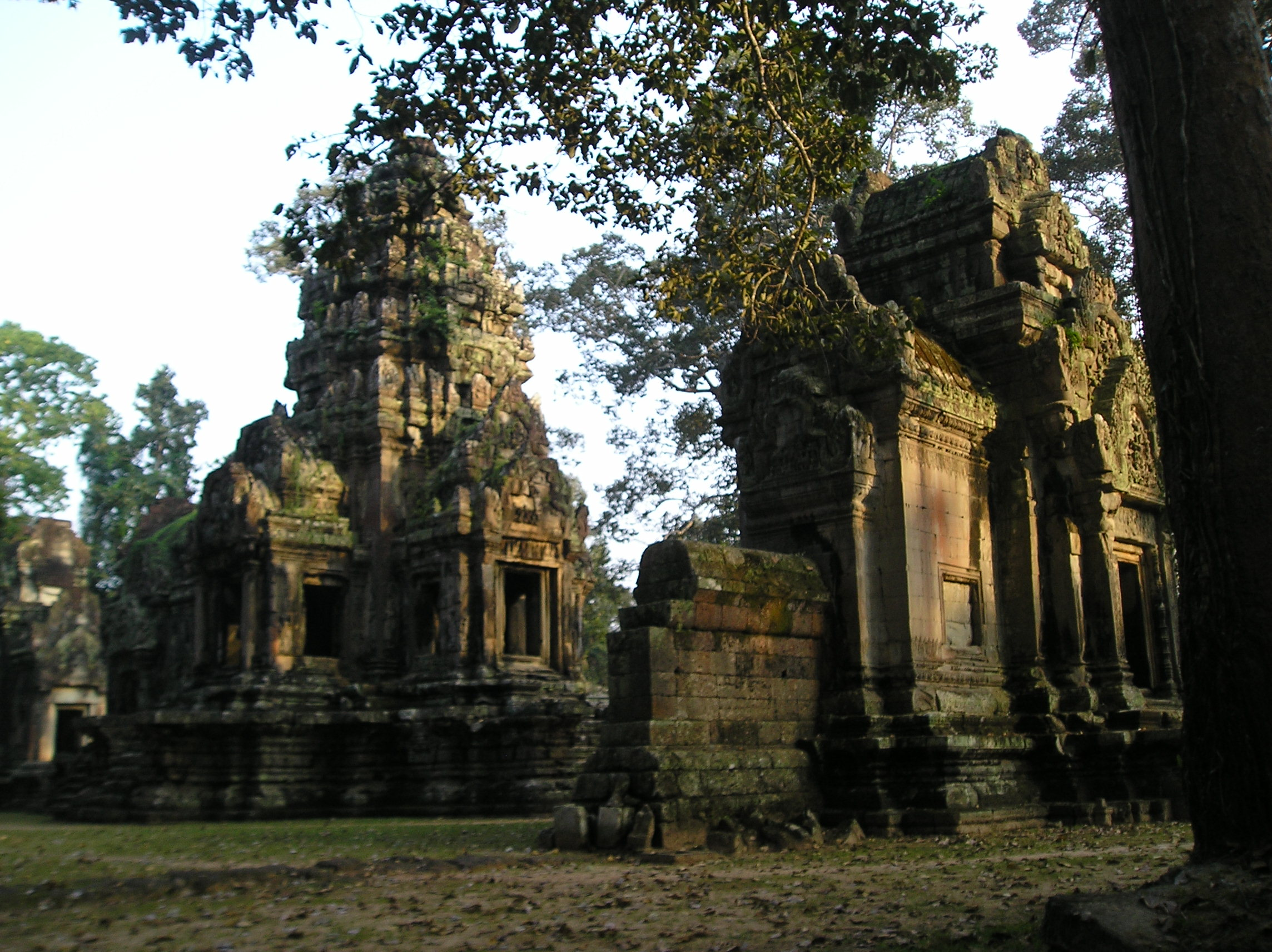
Thommanon

Thommanon je malý hinduistický chrám zasvěcený Šivovi a Višnu, ležící na okraji města Anghor Thom v Kambodži. Thommanon patří k nejlépe zachovaným chrámům v této oblasti z přelomu 11. a 12. století, v roce 1960 prošel rozsáhlou rekonstrukcí, v roce 1992 byl zapsán do Světového dědictví UNESCO.
Thommanon je postaven ve stylu chrámu Angkor Vat, přičemž doba jeho vzniku není zcela jasná. Většinou bývá řazen do období vlády Súrjavarmana II. (1113-1150), někteří odborníci na řezbářství kladou vznik tohoto chrámu již do období vlády jeho předchůdce Džajavarmana VI. (1080-1113), protože některé sochy Dévata vykazují starší znaky.